# Gideon Sæmund
Anders Gideon Saturnius Sæmund, född 24 oktober 1898 i Göteborg, död 14 april 1968 i Forshälla församling, var en svensk agronom och jurist.
Gideon Sæmund var son till grosshandlaren James Svensson. Han avlade studentexamen i Göteborg 1917, studerade vid Göteborgs högskola 1918–1919 och avlade agronomexamen vid Ultuna 1923. Därefter var han lantbruksinspektor på Säms gård i Västergötland 1923–1925 och biträde åt sekreteraren i Svenska kyrkans sjömansvårdsstyrelse 1926–1929. 1932 avlade han juris kandidatexamen vid Uppsala universitet och 1932–1935 fullgjorde han tingstjänstgöring. Sæmund blev 1935 sekreterare i Svenska lantarbetsgivareföreningen, 1941 direktör där och var från 1943 dess VD. Han var ledamot av Försäkringsrådet 1944–1947, var ledamot av Arbetsrådet från 1944, av jordbruksbyggnadsstudiekommittén från 1945, av Arbetsmarknadsstyrelsen från 1946, av pensionsutredningen från 1947 och av Arbetarskyddsstyrelsen från 1949. 1946 blev han ledamot av Lantbruksakademien. Sæmund var sekreterare i Bohusläns fornminnes- och hembygdsförbund från 1930 och styresman i Fornminnessällskapet Vikarvet från 1947. Han utgav bland annat Jordbruket och framtiden (1944) och Jordbrukets juridiska handbok (1947, tillsammans med P. O. Palmquist med flera).